# محمد عبد الله عتيق
محمد عبد الله عتيق (28 فبراير 1987) لاعب كرة قدم بحريني معتزل كان يجيد اللعب في مركز المهاجم.